# Pharmazie

Ein Apothekermörser, universelles Logo der Pharmazeutischen Wissenschaften

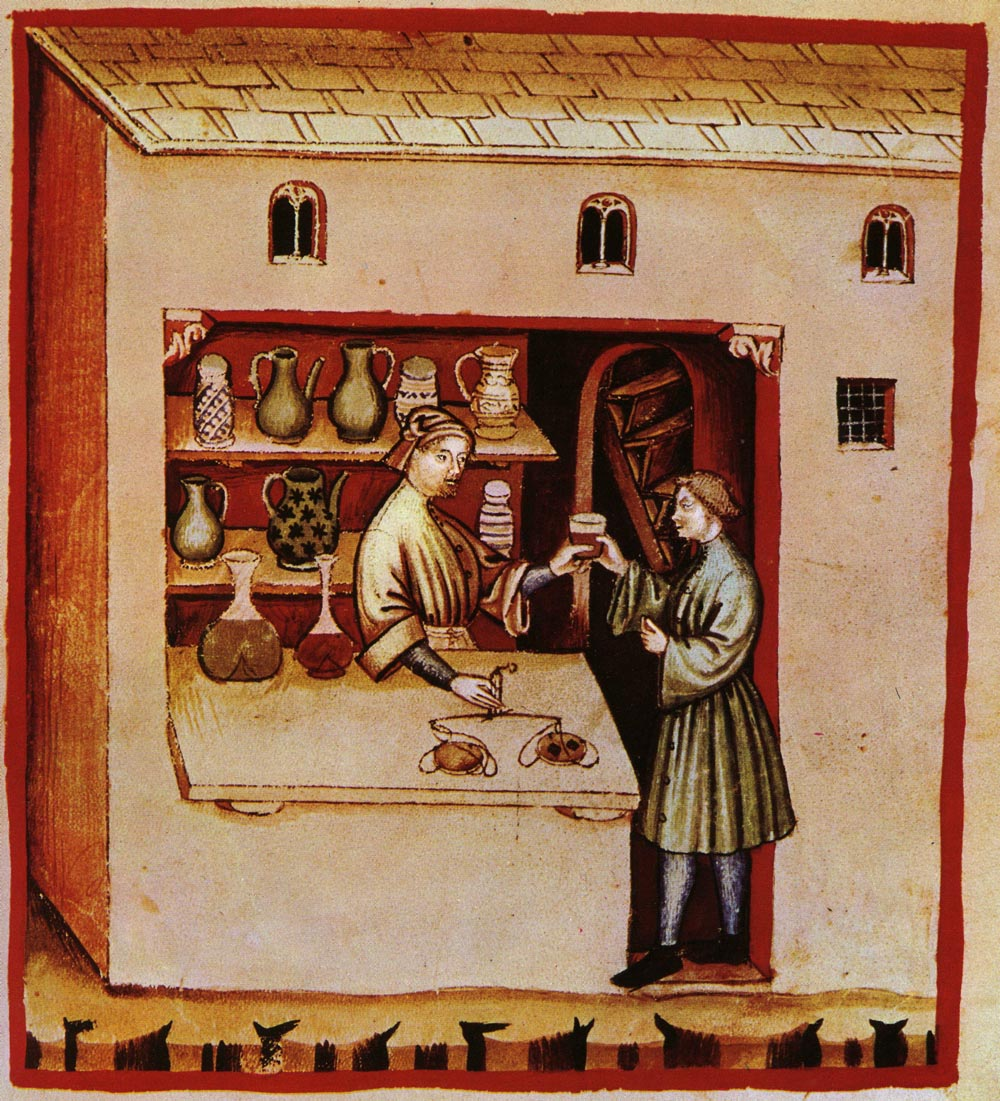
Apotheke im 14. Jahrhundert

Pharmazie (von altgriechisch φάρμακον pharmakon, deutsch ‚Heilmittel‘, ‚Medikament‘, ‚Gift‘, ‚Zaubermittel‘, zurückgehend auf die Wurzel *φάρμα- phárma, deutsch ‚Zauber‘, ‚Blendwerk‘) oder Pharmazeutik (von altgriechisch φαρμακευτική ‚Pharmakotherapie‘), deutsch auch Arzneikunde, ist eine interdisziplinäre Wissenschaft, die sich mit der Beschaffenheit, Wirkung, Entwicklung, Prüfung, Herstellung und Abgabe von Arzneimitteln befasst. Die Pharmazie vereint dabei Aspekte aus verschiedenen Naturwissenschaften, vor allem aus der Chemie, Biologie und Physik, mit medizinischen Themen.
Pharmazeuten sind Personen, die das zweite Staatsexamen des Pharmaziestudiums bestanden haben. Nach einem anschließenden Pharmaziepraktikum (Praktisches Jahr) und der Approbation dürfen sie den Beruf des Apothekers ausüben.
Pharmaforschung findet sowohl in Pharmaunternehmen als auch an Universitäten statt. Bevor neue Arzneimittel ihren Weg in die Apotheken und Krankenhausapotheken finden, müssen sie von Arzneimittelbehörden zugelassen werden (Arzneimittelzulassung).

## Geschichte
Seit jeher beschäftigten sich die Menschen mit Bereichen der Pharmazie. Gemäß Aulus Cornelius Celsus war die Pharmakotherapie (altgriechisch φαρμακεευτική) mit der Diätetik (Regelung der Lebensweise) und der Chirurgie eines der drei Teile der (antiken) Medizin. Kritik am Apothekerstand (etwa in Bezug auf Medikamentenfälschungen) wurde bereits im Mittelalter geübt. (Bereits im Frühmittelalter existierte ein Drogenhandel, der orientalische Arzneimittel auch in Europa verfügbar machte – allerdings zu entsprechend hohen Preisen). Der Gegenstand des Faches gehört zwar zu den ältesten akademischen Lehrfächern (Materia medica), als eigenständige Disziplin (wofür vor allem das Werk Circa instans im 12. Jahrhundert eine Grundlage schuf) ist die heutige Pharmazie aber eine relativ junge Wissenschaft, die erst im 17./18. Jahrhundert entstand.
Erst im 18. Jahrhundert entstanden im Gefolge der Aufklärung private pharmazeutische Lehranstalten, die – zusätzlich zur traditionell handwerklichen – die wissenschaftliche Ausbildung der Apotheker übernahmen. Im 19. Jahrhundert wurde nach und nach in den deutschen Ländern das Pharmaziestudium für Apotheker vorgeschrieben (seit 1875 reichseinheitlich). So erhielt beispielsweise die Universität Würzburg 1888 ein eigenständiges Pharmazeutisches Institut. Seit den 1920er Jahren löste sich die Hochschulpharmazie von den chemischen Instituten und es wurden eigenständige Institute errichtet.
Der Stundenplan des Pharmaziestudiums ist in der Approbationsordnung für Apotheker (AAppO) festgelegt. Schwerpunkt ist die Chemie (ca. 40 %), die restlichen Fächer sind etwa zu gleichen Teilen gewichtet.

## Fachrichtungen

Der Äskulapstab, Symbol der Ärzteschaft

Die moderne Pharmazie gliedert sich in folgende Bereiche:
- Die Pharmazeutische Chemie (neuerdings auch in Anlehnung an den englischen Ausdruck Medizinische Chemie genannt) umfasst die Lehre von der chemischen Struktur (und deren Beziehung zur Wirkung), Synthese, Eigenschaften, Stabilität und Analytik (Identität, Reinheit, Gehalt) von Wirk- und Hilfsstoffen, sowie Schadstoffen.
- Die Pharmazeutische Biologie (früher Pharmakognosie) beschäftigt sich mit den biologischen Grundlagen der Pharmazie, der Nutzung von biologischen Quellen – etwa Arzneipflanzen, Drogen, mit ihren Inhaltsstoffen – für die Entwicklung wirksamer Arzneimittel. In den letzten Jahren wurde das Themengebiet um molekularbiologische Grundlagen und gentechnisch hergestellte Arzneistoffe erweitert. Speziell mit der Erforschung und Herstellung von Arzneimitteln mit pflanzlichen Wirkstoffen befasst sich die Phytopharmazie.[15][16]

- Die Pharmazeutische Technologie (früher Galenik oder Arzneiformenlehre) ist die Lehre von der Darreichungsform, d. h., sie beschäftigt sich mit der Herstellung von Tabletten, Kapseln, Zäpfchen, Säften usw. Hierbei ist die Interaktion des Wirkstoffes mit den verwendeten Hilfsstoffen, z. B. beim Pressen von Tabletten, von Bedeutung. Von großer Bedeutung sind dabei auch physikalische Gesetze, die den bei Herstellung, Stabilisierung und Prüfung von Arzneimitteln angewendeten Maßnahmen zugrunde liegen.
- Die Pharmakologie und Toxikologie umfasst Physiologie und Pathophysiologie sowie die Wirkung von Arzneistoffen und Giften im menschlichen Körper.
- Die Klinische Pharmazie (seit 2001 Prüfungsfach an deutschen Universitäten) soll eine Brücke zwischen Wissenschaft und pharmazeutischer Praxis knüpfen. Obwohl in den USA und Großbritannien schon seit Jahrzehnten etabliert, hatte es die Klinische Pharmazie in Deutschland sehr schwer, sich als pharmazeutische Disziplin zu etablieren. Bei der Klinischen Pharmazie steht im Gegensatz zur Pharmakologie nicht der Wirkstoff, sondern der Patient im Mittelpunkt.
- Die Pharmakoepidemiologie und Pharmakoökonomie, welche die epidemiologischen und ökonomischen Aspekte der Arzneimittelanwendung zum Gegenstand haben. In den meisten Prüfungsordnungen der Universitäten mit Ausbildungsangeboten zum Pharmazeuten sind diese Fächer inzwischen obligatorisch, z. B. in der FU Berlin seit 2003.[17]
- Die Notfall- und Katastrophenpharmazie beschäftigt sich mit der Sicherstellung der Arzneimittelversorgung in außergewöhnlichen Situationen.

In einigen Ländern außerhalb des deutschen Sprachraums ist auch die Sozialpharmazie verankert. Sie setzt sich damit auseinander, wie Patienten, Verbraucher, Ärzte, Apotheker, andere Heilberufe, Politiker, Organisationen und Verbände sowie die Gesellschaft als Ganzes mit Arzneimitteln umgehen, welche wechselseitigen Beziehungen sie untereinander eingehen und wie sich dies in soziale, kulturelle und ökonomische Zusammenhänge einordnen lässt.

## Pharmazeutische Präparate
Der Begriff pharmazeutische Präparate wird synonym zu Arzneimittel, Fertigarzneimittel (Arzneispezialität) oder auch für Zubereitungsformen von Arzneistoffen verwendet. Pharmazeutische Präparate werden häufig industriell von Pharmaunternehmen hergestellt.
Beispiele für arzneiliche Zubereitungen sind Tabletten, Dragees, Salben, Cremes, Lotionen, Tinkturen, Infusionslösungen und viele andere (siehe auch Arzneiformen).